# Cyathura omorii
Cyathura omorii är en kräftdjursart som beskrevs av Nunomura 1992. Cyathura omorii ingår i släktet Cyathura och familjen Anthuridae. Inga underarter finns listade i Catalogue of Life.